# DJ

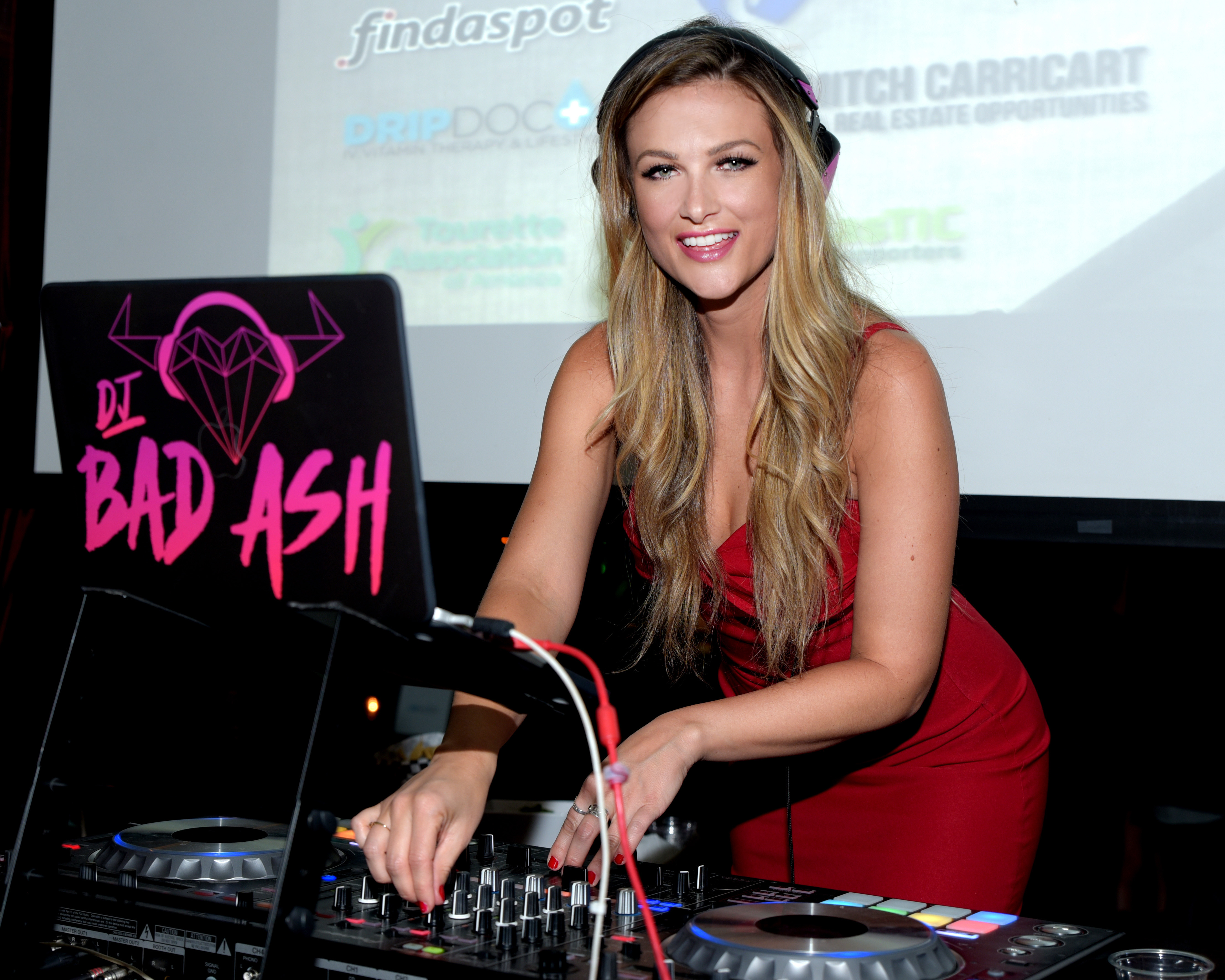
Ảnh chụp DJ Bad Ash năm 2018 do Glenn Francis thực hiện

DJ  (disc jockey đôi khi được viết là deejay hay xóc đĩa) là người chọn và chơi các bản thu âm trong buổi tiệc.
Có vài dạng DJ khác nhau. Radio DJ hướng dẫn và chơi nhạc tại các đài phát thanh như AM, FM. DJ club thì chọn và chơi nhạc tại các quán bar, vũ trường, hoặc thậm chí là sân vận động (đôi khi là sân khấu). DJ hip hop thì chọn, chơi, và tạo ra nhạc, hoặc trở thành phát thanh viên. Trong một vài nhịp điệu, DJ có thể là người đọc rap chính, hay nói chuyện trong các bản thu âm.

## Sách
- Poschardt, Ulf (1998). DJ Culture. London: Quartet Books. ISBN 0-7043-8098-6
- Brewster, Bill & Broughton, Frank (2000). Last Night a DJ Saved My Life: The History of the Disc Jockey. New York: Grove Press. ISBN 0-8021-3688-5 (North American edition). London: Headline. ISBN 0-7472-6230-6 (UK edition).
- Lawrence, Tim (2004). Love Saves the Day: A History of American Dance Music Culture, 1970-1979 . Duke University Press. ISBN 0-8223-3198-5.
- Assef, Claudia (2000). Todo DJ Já Sambou: A História do Disc-Jóquei no Brasil. São Paulo: Conrad Editora do Brasil. ISBN 85-87193-94-5.
- Graudins, Charles A. How to Be a DJ. Boston: Course Technology PTR, 2004.
- Zemon, Stacy. The Mobile DJ Handbook: How to Start & Run a Profitable Mobile Disc Jockey Service, Second Edition. St. Louis: Focal Press, 2002.
- Broughton, Frank and Bill Brewster. How to DJ Right: The Art and Science of Playing Records. New York: Grove Press, 2003.

## Liên kết khác
- DJs trên DMOZ
- BBC Blast - How to become a DJ
- BBC Blast - Learn how to scratch with DJ Max Cooper